# Фу, Александр
Александр Фу Шэн или Фу Шэн (иер. трад. 傅聲, упр. 傅声, йель: Fu6 Seng1, пиньинь: Fù Shēng, англ. Alexander Fu Sheng); род. 20 октября 1954, Гонконг — 7 июля 1983, Гонконг) — гонконгский актёр и режиссёр. Звезда фильмов боевых искусств 1970-х, начала 1980-х от студии братьев Шао.

## Биография
Родился в Гонконге. Сын состоятельного бизнесмена, коренного жителя Новых Территорий Чён Яньлуна. Когда Фу Шэн был ребёнком, его семья на протяжении нескольких лет жила на Гавайях, и там он начал заниматься дзюдо и карате.
В 1971 году поступил в Школу Южной драмы при студии Shaw Brothers и мгновенно привлёк внимание режиссёра Чжан Чэ. Режиссёр, желая опробовать нового актёра, отправил его тренироваться к мастеру кунг-фу Лю Цзяляну. Фу Шэн впервые появился на экране в фильме «Четырнадцать амазонок» 1972 года, мелькнув в роли солдата. Главная же роль актёру впервые досталась в фильме Чжан Чэ «Полиция» 1973 года, где Фу Шэн сыграл Лян Гуаня. Дальнейшие совместные проекты Фу Шэна и Чжан Чэ включают «Два героя» (1974), «Пять мастеров Шаолиня» (1974), «Храм Шаолинь» (1976) и серия фильмов «Храбрый лучник». В итоге Фу Шэн снялся в 23-х фильмах Чжан Чэ.
В 1976 году Фу Шэн женился на певице и актрисе Дженни Цзэн, которая появилась вместе с ним в фильме «Новые боксёры из Шаолиня» (1976).
Актёр получил ряд травм в 1978 и 1979 годах. На съёмочной площадке фильма «Смертоносный сломанный меч» (1979) трос, на котором был подвешен Фу Шэн, лопнул, и актёр упал с высоты в восемь футов на голову. Работая над фильмом «Герои не плачут» (1980), он раздробил кости правой ноги.
Предполагалось, что Фу Шэн должен исполнит главную роль в фильме «Змея в тени орла» (1978), но Шао Жэньлэн, глава кинокомпании Shaw Brothers, в которой актёр работал на условьях долговременного эксклюзивного контракта, не позволил ему участвовать в работе сторонней студии. В итоге на главную роль приняли Джеки Чана.
Александр Фу купил и жил в доме Брюса Ли в Коулуне. 7 июля 1983 года звезда студии братьев Шао погиб в автокатастрофе. В то время он участвовал в съёмках фильма «Боец с шестом» (1984), в котором должен был быть главным героем. В связи с гибелью Фу Шэна сценарий фильма был переписан. В вышедшей версии фильма герой Фу Шэна резко исчезает, и в центре событий встаёт герой Гордона Лю.
Похороны были организованы комитетом Shaw Brothers. Его останки кремировали.

## Фильмография
| Год  | Русское название                   | Китайское название | Английское название                 | Роль; примечание         |
| ---- | ---------------------------------- | ------------------ | ----------------------------------- | ------------------------ |
| 1972 | Молодёжь                           | 年輕人             | Young People                        | барабанщик               |
| 1972 | Четырнадцать амазонок              | 十四女英豪         | The 14 Amazons                      | солдат                   |
| 1972 | Человек из железа                  | 仇連環             | Man of Iron                         | парень с велосипедом     |
| 1972 | Четыре всадника                    | 四騎士             | Four Riders                         | солдат в ночном клубе    |
| 1972 | Молниеносный кулак                 | 霹靂拳             | The Thunderbolt Fist                | (массовка)               |
| 1973 | Конфликт поколений                 | 叛逆               | The Generation Gap                  | двоюродный брат Синьди   |
| 1973 | Полиция                            | 警察               | Police Force                        | Лян Гуань                |
| 1974 | Два героя                          | 方世玉與洪熙官     | Heroes Two                          | Фан Шиюй                 |
| 1974 | Люди из монастыря                  | 少林子弟           | Men from the Monastery              | Фан Шиюй                 |
| 1974 | Друзья                             | 朋友               | Friends                             | Ду Цзяцзи                |
| 1974 | Боевые искусства Шаолиня           | 洪拳與詠春         | Shao Lin Martial Arts               | Ли Яо                    |
| 1974 | Великий Нэчжа                      | 哪吒               | Na Cha the Great                    | Нэчжа                    |
| 1974 | Пять мастеров Шаолиня              | 少林五祖           | Five Shaolin Masters                | Ма Чаосин                |
| 1975 | Ученики Шаолиня                    | 洪拳小子           | Disciples of Shaolin                | Гуань Фэнъи              |
| 1975 | Марко Поло                         | 馬哥波羅           | Marco Polo                          | Ли Сюнфэн                |
| 1976 | Восстание боксёров                 | 八國聯軍           | Boxer Rebellion                     | Цэн Сяньхань             |
| 1976 | Армия семерых бойцов               | 八道樓子           | 7-Man Army                          | рядовой Хэ Хунфа         |
| 1976 | Мстители из Шаолиня                | 方世玉與胡惠乾     | The Shaolin Avengers                | Фан Шиюй                 |
| 1976 | Новые боксёры из Шаолиня           | 蔡李佛小子         | The New Shaolin Boxers              | Чжун Цзянь               |
| 1976 | Храм Шаолинь                       | 少林寺             | Shaolin Temple                      | Фан Шиюй                 |
| 1977 | Военно-морской коммандос           | 海軍突擊隊         | The Naval Commandos                 | Сяо Люцзы                |
| 1977 | Великолепные скитальцы             | 江湖漢子           | Magnificent Wanderers               | Линь Шаою                |
| 1977 | Храбрый лучник                     | 射鵰英雄傳         | The Brave Archer                    | Го Цзин                  |
| 1977 | Парень из китайского квартала      | 唐人街小子         | Chinatown Kid                       | Тань Дун                 |
| 1978 | Храбрый лучник 2                   | 射鵰英雄傳續集     | The Brave Archer 2                  | Го Цзин                  |
| 1978 | Мстительный орёл                   | 冷血十三鷹         | The Avenging Eagle                  | Двойной Меч Чёк Ятфань   |
| 1979 | Жизнь игрока                       | 生死門             | Life Gamble                         | Юнь Сян                  |
| 1979 | Смертоносный сломанный меч         | 風流斷劍小小刀     | The Deadly Breaking Sword           | Гао Мэнь                 |
| 1979 | Гордые близнецы                    | 絕代雙驕           | The Proud Twins                     | Цзян Сяоюй               |
| 1979 | Десять тигров из Квантуна          | 廣東十虎與後五虎   | Ten Tigers of Kwantung              | Тхам Мань                |
| 1980 | Небеса и ад                        | 第三類打鬥         | Heaven and Hell                     | Чэнь Дин                 |
| 1980 | Герои не плачут                    | 英雄無淚           | Heroes Shed No Tears                | Гао Цзяньфэй             |
| 1981 | Сентиментальный меченосец 2        | 魔劍俠情           | Return of the Sentimental Swordsman | Кин Моумин               |
| 1981 | Охотники за сокровищами            | 龍虎少爺           | The Treasure Hunters                | Чап Тоупоу               |
| 1981 | Храбрый лучник 3                   | 射鵰英雄傳第三集   | The Brave Archer 3                  | Го Цзин                  |
| 1982 | Легендарное оружие Китая           | 十八般武藝         | Legendary Weapons of China          | хулиган                  |
| 1982 | Храбрый лучник и его помощник      | 神鵰俠侶           | The Brave Archer & His Mate         | Ян Го                    |
| 1982 | Фальшивые охотники за привидениями | 鬼畫符             | The Fake Ghost Catchers             | Ын Сёньчхиу              |
| 1982 | Кот против Крысы                   | 御貓三戲錦毛鼠     | Cat Vs. Rat                         | Пак Юктхон               |
| 1982 | Мой непокорный сын                 | 小子有種           | My Rebellious Son                   | Чён Сиутхай              |
| 1983 | Гонконгские плейбои                | 花心大少           | Hong Kong Playboys                  | Им Чиньсэн               |
| 1984 | Боец с шестом                      | 五郎八卦棍         | The Eight Diagram Pole Fighter      | шестой сын Ён            |
| 1984 | Смекалистые пройдохи               | 南斗官三鬥北少爺   | Wits of the Brats                   | Чхе Чой; режиссёр фильма |